# HD 128093
HD 128093，又名BD+33 2474，SAO 64221、HR 5445，是一颗恒星，视星等为6.33，位于銀經52.82，銀緯67.13，其B1900.0坐标为赤經14h 29m 56.4s，赤緯+32° 67.13′ 23″。